# 克里希
克里希（德语、法语：Koerich）是卢森堡西部的一个市镇和村庄，属于卡佩伦县。   